# Стреличарство на Летњим олимпијским играма 2012.
Стреличарска такмичења на Играма у Лондону 2012. ће се одржати између 28. јула и 3. августа 2012. на теренима Лордовог терена за крикет пред 6.500 гледалаца. Укупно ће се одржати 4 дисциплине (мушки и женски синглови и екипна надметања).

## Формат такмичења
Укупно 128 такмичара (64 мушкарца и 64 жене) ће се борити за 4 комплета медаља: појединачно у мушкој и женској категорији, и екипно у обе категорије. Такмичења ће се одвијати у складу са правилима Светске стреличарске федерације (ФИТА). Мете пречника 1,22 метра ће се налазити на удаљености од 70 m од такмичара. Погодак у центар мете вреднује се са 10 поена, а са удаљавањем од истог опада и број поена (0 поена у случају промашене мете).
У појединачној конкуренцији такмичиће се по 64 стреличара у обе конкуренције. Сваки стреличар у основној рунди има на располагању 72 стреле (6 серија са по 12 стрела). На основу постигнутих резултата у основној рунди одређују се носиоци за елиминације које следе.
У екипној конкуренцији сваки тим има по 3 стреличара (то могу бити и учесници појединачних борби). На основу резултата из основне рунде формират ће се ренкинг тимова. Четири најбоље рангиране екипе ће обезбедити директан пласман у четвртфиналне групе, док ће се преосталих 8 екипа (рангиране од 5. до 12. места) борити за преостала 4 места у четвртини финала.

## Сатница такмичења
| Дан | Датум           | Старт | Финиш | Категорија           | Фаза                       |
| --- | --------------- | ----- | ----- | -------------------- | -------------------------- |
| #1  | 27. јул 2012.   | 9:00  | 15:00 | Мушкарци појединачно | Ranking round              |
| #1  | 27. јул 2012.   | 9:00  | 15:00 | Жене појединачно     | Ranking round              |
| #2  | 28. јул 2012.   | 9:00  | 19:00 | Мушкарци екипно      | Елиминације/Медаље         |
| #3  | 29. јул 2012.   | 9:00  | 19:00 | Жене екипно          | Елиминације/Медаље         |
| #4  | 30. јул 2012.   | 9:00  | 17:40 | Мушкарци појединачно | 1/32 & 1/16 елиминације    |
| #4  | 30. јул 2012.   | 9:00  | 17:40 | Жене појединачно     | 1/32 & 1/16 елиминације    |
| #5  | 31. јул 2012.   | 9:00  | 17:40 | Мушкарци појединачно | 1/32 & 1/16 елиминације    |
| #5  | 31. јул 2012.   | 9:00  | 17:40 | Жене појединачно     | 1/32 & 1/16 елиминације    |
| #6  | 1. август 2012. | 9:00  | 19:00 | Мушкарци појединачно | 1/32 & 1/16 елиминације    |
| #6  | 1. август 2012. | 9:00  | 19:00 | Жене појединачно     | 1/32 & 1/16 елиминације    |
| #7  | 2. август 2012. | 9:00  | 16:20 | Жене појединачно     | 1/4, 1/2 и борба за медаље |
| #8  | 3. август 2012. | 9:00  | 16:20 | Мушкарци појединачно | 1/4, 1/2 и борба за медаље |

## Квалификације
Сваки НОК у стрељаштву може учествовати са максимално 6 стреличара, по 3 у мушкој и женској категорији. Такмичари из сингла имају право да наступе и у екипном надметању (свака екипа мора имати по 3 такмичара).
Од укупно 128 такмичара колико ће учествовати на стреличарском турниру, 6 места је резервисано за домаћина Игара Велику Британију. На квалификационим турнирима пре игара шансу ће тражити 116 стреличара (важно је напоменути да стреличари у квалификацијама обезбеђују квоте за своје репрезентације, а не конкретно за себе).
Преосталих 6 квота ће бити додељене као специјалне позивнице.
Квалификациони турнири:
| Турнир                                  | Датум                | Домаћин   |
| --------------------------------------- | -------------------- | --------- |
| 2011. Светски шампионат у стреличарству | 2—10. јула 2011.     | Торино    |
| 2011. Првенство Азије                   | 19—25. октобра 2011. | Техеран   |
| 2012. Отворено првенство Новог Зеланда  | јануар 2012.         | Велингтон |
| 2012. Пан америчке игре                 | 17—22. априла 2012.  | Медељин   |
| 2012. Првенство Европе                  | 21—26. маја 2012.    | Амстердам |
| 2012. Шампионат Африке                  | ???                  | Кејптаун  |
| Завршни квалификациони турнир           | 18—24. јуна 2012.    | Огден     |

Квалификанти
| НОК                       | Мушкарци | Мушкарци | Жене  | Жене   | Укупно    |
| НОК                       | сингл    | екипно   | сингл | екипно | Такмичари |
| ------------------------- | -------- | -------- | ----- | ------ | --------- |
| Белорусија                |          |          | 1     |        | 1         |
| Канада                    | 1        |          |       |        | 1         |
| Чиле                      |          |          | 1     |        | 1         |
| Кина                      | 3        | X        | 3     | X      | 6         |
| Данска                    |          |          | 3     | X      | 3         |
| Француска                 | 3        | X        | 1     |        | 4         |
| Грузија                   |          |          | 1     |        | 1         |
| Уједињено Краљевство      | 3        | X        | 3     | X      | 6         |
| Индија                    | 1        |          | 3     | X      | 4         |
| Италија                   | 3        | X        | 3     | X      | 6         |
| Јапан                     | 1        |          | 1     |        | 2         |
| Луксембург                | 1        |          |       |        | 1         |
| Малезија                  | 3        | X        |       |        | 3         |
| Мексико                   | 3        | X        |       |        | 3         |
| Монголија                 | 1        |          |       |        | 1         |
| Норвешка                  | 1        |          |       |        | 1         |
| Северна Кореја            |          |          | 1     |        | 1         |
| Пољска                    |          |          | 1     |        | 1         |
| Русија                    |          |          | 3     | X      | 3         |
| Јужна Кореја              | 3        | X        | 3     | X      | 6         |
| Шпанија                   | 1        |          |       |        | 1         |
| Кинески Тајпеј            | 1        |          | 3     | X      | 4         |
| Украјина                  | 3        | X        | 3     | X      | 6         |
| Сједињене Америчке Државе | 3        | X        | 1     |        | 4         |
| Укупно: 24 НОК-а          | 32       | 12       | 32    | 12     | 64        |

## Освајачи медаља

### Мушкарци
| Дисциплина  | Злато                                                      | Сребро                                                                  | Бронза                                                 |
| ----------- | ---------------------------------------------------------- | ----------------------------------------------------------------------- | ------------------------------------------------------ |
| Појединачно | О Ђин-Хјек · Јужна Кореја                                  | Такахару Фурукава · Јапан                                               | Даи Сјаосјанг · Кина                                   |
| Екипно      | Италија · Микеле Франђили · Марко Галијацо · Мауро Несполи | Сједињене Америчке Државе · Брејди Елисон · Џејк Камински · Џејкоб Вуки | Јужна Кореја · Им Донг-Хјун · Ким Боп-Мин · О Ђин-Хјек |

### Жене
| Дисциплина  | Злато                                              | Сребро                                    | Бронза                                              |
| ----------- | -------------------------------------------------- | ----------------------------------------- | --------------------------------------------------- |
| Појединачно | Ки По-Пе · Јужна Кореја                            | Аида Роман · Мексико                      | Маријана Авитија · Мексико                          |
| Екипно      | Јужна Кореја · Ли Сунг-Ђин · Ки По-Пе · Чои Хјенђу | Кина · Фанг Јитинг · Ченг Минг · Сји Ђинг | Јапан · Каори Каванака · Рен Хајакава · Мики Каније |

## Биланс медаља
| Позиција   | Држава                    | Злато | Сребро | Бронза | Укупно |
| ---------- | ------------------------- | ----- | ------ | ------ | ------ |
| 1          | Јужна Кореја              | 3     | 0      | 1      | 4      |
| 2          | Италија                   | 1     | 0      | 0      | 1      |
| 3          | Јапан                     | 0     | 1      | 1      | 2      |
| 3          | Кина                      | 0     | 1      | 1      | 2      |
| 3          | Мексико                   | 0     | 1      | 1      | 2      |
| 6          | Сједињене Америчке Државе | 0     | 1      | 0      | 1      |
| Укупно (6) | Укупно (6)                | 4     | 4      | 4      | 12     |